# Joseph Francis Donnelly

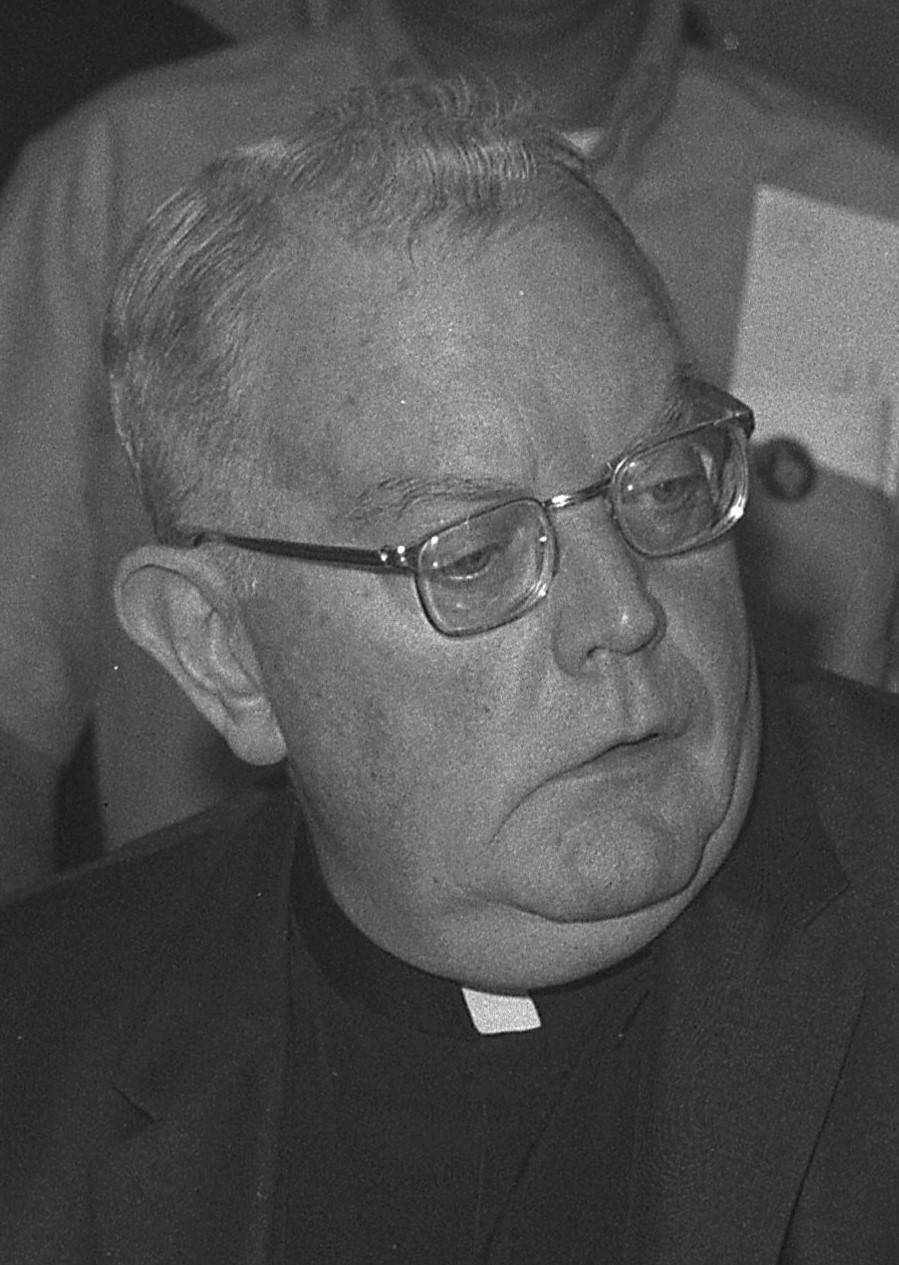
Joseph Francis Donnelly (1970)

Joseph Francis Donnelly (* 1. Mai 1909 in Norwich, Connecticut; † 30. Juni 1977) war ein US-amerikanischer römisch-katholischer Geistlicher und Weihbischof in Hartford.

## Leben
Joseph Francis Donnelly empfing am 29. Juni 1934 das Sakrament der Priesterweihe.
Am 9. November 1964 ernannte ihn Papst Paul VI. zum Titularbischof von Nabala und bestellte ihn zum Weihbischof in Hartford. Der Erzbischof von Hartford, Henry Joseph O’Brien, spendete ihm am 28. Januar 1965 die Bischofsweihe; Mitkonsekratoren waren der Bischof von Norwich, Vincent Joseph Hines, und der Weihbischof in Hartford, John Francis Hackett.